# Prämonstratenserkonvent Magdeburg
Als Kloster Magdeburg wird ein Prämonstratenserkonvent in Magdeburg bezeichnet.

## Geschichte
Der Vorläufer des Konvents war das Kloster Unser Lieben Frauen. Im Jahr 1129 übereignete Erzbischof Norbert von Xanten das Kollegiatstift Unser Lieben Frauen (syn. Marienstift) dem neu gegründeten Prämonstratenserorden. Das Kloster wurde zum Mutterkloster des Ordens.
Nachdem der letzte katholische Propst des Klosters 1597 verstorben war, verließen die verbliebenen katholischen Konventualen am 4. April 1601 das Kloster. 1628 erfolgte die Rückgabe des Klosters an die Prämonstratenser. 1632 verließen diese es, unter Mitnahme von Bibliothek und Archiv, endgültig.

## Gegenwart
Das Kloster Unser Lieben Frauen wird nach wechselhafter Geschichte und Säkularisation heute als Kunstmuseum und Konzerthalle genutzt.
Seit 1991 leben wieder Prämonstratenser in Magdeburg in einem abhängigen Priorat der Abtei Hamborn in Duisburg-Hamborn. Sie waren in den 1990er Jahren Seelsorger in den Gemeinden St. Andreas, St. Petri und der Studentengemeinde St. Augustinus in Magdeburg sowie in der Gemeinde Heilig Kreuz in Biederitz. Im Jahr 2022 bildeten vier Chorherren den Konvent in Magdeburg.
In der Magdeburger Altstadt wurde von 2021 bis 2023 ein neues Kloster gebaut. Zusammen mit dem Gemeindehaus von St. Petri entstand ein umfassender Atrium-Komplex. Die Universitäts- und künftige Klosterkirche St. Petri, die Magdalenenkapelle, das Gemeindehaus und das neue Kloster sollen unter dem Namen „Ökumenische Höfe“ ein neues geistliches Zentrum für Magdeburg und die gesamte Region bilden. Am 2. Oktober 2023 wurde der Klosterneubau einweiht. Drei Patres bilden den Konvent (Stand 2024).